# Mistrzostwa Świata w Aerobiku 2018
Mistrzostwa Świata w Aerobiku 2018 – zawody gimnastyczne rozegrane w dniach 1–3 czerwca w Multiusos de Guimarães w Guimarães. Zostało rozegranych osiem konkurencji, z czego jedna była złożona z sumy pięciu najlepszych miejsc z pozostałych siedmiu. Finały były poprzedzone odpowiednio wcześnie kwalifikacjami. Minimalny wiek uczestników wynosi 18 lat i mogli wystąpić w maksymalnie trzech konkurencjach.

## Medaliści
| Konkurencja      | Złoto | Wynik  | Srebro | Wynik  | Brąz | Wynik  |
| Jedynki mężczyzn | Mizuki Saitō | 22,800 | Dániel Bali | 22,650 | Iván Veloz | 22,300 |
| Jedynki kobiet   | Riri Kitazume | 22,000 | Anastasija Ziubina                                                                                             | 21,450 | Anna Bullo | 21,000 |
| Dwójki mieszane  | Włochy · Michela Castoldi · Davide Donati | 22,500 | Rumunia · Dacian Nicolae Barna · Andreea Bogati                                                                | 22,050 | Węgry · Dániel Bali · Fanni Mazács | 21,850 |
| Trójki           | Rosja · Jelena Iwanowa · Jekatierina Pychtowa · Anastasija Ziubina | 22,466 | Chiny · Tao Xu · Wang Haoyu · Xi Yuefeng                                                                       | 22,350 | Chiny · Li Lingxiao · Ma Dong · Xu Xuesong | 22,150 |
| Piątki           | Chiny · Li Lingfei · Li Qi · Ma Dong · Wang Ke · Xu Xuesong | 22,333 | Rumunia · Dacian Nicolae Barna · Gabriel Bocser · Andreea Bogati · Marian Broței · Mihai Alin Popa             | 22,222 | Rosja · Garsiewan Dżanazjan · Aleksiej Giermanow · Ilja Ostapienko · Roman Siemienow · Dienis Sołowiew                                                              | 22,100 |
| Taniec           | Korea Południowa · Go Kyung-min · Kim Han-jin · Koh Eun-byeol · Kwon Tae-yun · Park Yeon-sun · Ryu Ju-sun · Ryu Min-ji · Song Sung-kyu                                 | 18,250 | Chiny · Fu Yao · Huang Chengkai · Huang Jing · Jiang Shuai · Wang Fei · Yang Qiaobo · Zhang Shouyi · Zhao Ming | 18,200 | Rumunia · Constantina Cioveie · Ioana Andreea Darie · Sandra Dinca · Isabela Dumitrașcu · Denisa Ganea · Cristina Nedelcu · Flavia Sentea · Steliana Stoenescu      | 17,900 |
| Krok             | Rosja · Timur Alitowskij · Danił Czajun · Anastasija Diegtiariewa · Irina Dobriagina · Aleksiej Giermanow · Wieronika Korniewa · Kiriłł Kulikow · Jekatierina Pychtowa | 18,000 | Chiny · Fu Yao · Huang Jing · Jiang Shuai · Wang Fei · Xi Yuefeng · Yang Qiaobo · Zhang Shouyi · Zhao Ming     | 17,700 | Ukraina · Kateryna Czerkez · Darja Gucaliuk · Ołeksandra Mochort · Anna Nałmowa · Ołeksandra Podopryhora · Wałerija Siemenij · Darja Subotina · Kateryna Wiełykodna | 17,100 |
| Drużyny          | Rosja | 10     | Korea Południowa                                                                                               | 23     | Rumunia | 28     |

## Klasyfikacja medalowa
| Pozycja | Reprezentacja    | Złoto | Srebro | Brąz | Razem |
| ------- | ---------------- | ----- | ------ | ---- | ----- |
| 1.      | Rosja            | 3     | 1      | 1    | 5     |
| 2.      | Japonia          | 2     | 0      | 0    | 2     |
| 3.      | Chiny            | 1     | 3      | 1    | 5     |
| 4.      | Korea Południowa | 1     | 1      | 0    | 2     |
| 5.      | Włochy           | 1     | 0      | 1    | 2     |
| 6.      | Rumunia          | 0     | 2      | 2    | 4     |
| 7.      | Węgry            | 0     | 1      | 1    | 2     |
| 8.      | Meksyk           | 0     | 0      | 1    | 1     |
| 8.      | Ukraina          | 0     | 0      | 1    | 1     |
| Razem   | Razem            | 8     | 8      | 8    | 24    |